# Lista medaliaților la campionatul mondial de triatlon
Lista medaliaților la campionatul mondial de triatlon pe distanță scurtă (ITU) (1.500 m înot, 40 km ciclism și 10 km alergare.)

## Distanță mică (ITU)
| Anul | Locul      | Campion           | Locul 2              | Locul 3           |
| ---- | ---------- | ----------------- | -------------------- | ----------------- |
| 2011 | Pekin      |                   |                      |                   |
| 2010 | Budapesta  |                   |                      |                   |
| 2009 | Gold Coast | Alistair Brownlee | Javier Gómez         | Maik Petzold      |
| 2008 | Vancouver  | Javier Gómez      | Bevan Docherty       | Reto Hug          |
| 2007 | Hamburg    | Daniel Unger      | Javier Gómez         | Brad Kahlefeldt   |
| 2006 | Lausanne   | Tim Don           | Hamish Carter        | Frédéric Belaubre |
| 2005 | Gamagōri   | Peter Robertson   | Reto Hug             | Brad Kahlefeldt   |
| 2004 | Madeira    | Bevan Docherty    | Iván Raña            | Dmitri Gaag       |
| 2003 | Queenstown | Peter Robertson   | Iván Raña            | Olivier Marceau   |
| 2002 | Cancún     | Iván Raña         | Peter Robertson      | Andrew Johns      |
| 2001 | Edmonton   | Peter Robertson   | Chris Hill           | Craig Watson      |
| 2000 | Perth      | Olivier Marceau   | Peter Robertson      | Craig Walton      |
| 1999 | Montreal   | Dmitri Gaag       | Simon Lessing        | Miles Stewart     |
| 1998 | Lausanne   | Simon Lessing     | Paul Amey            | Miles Stewart     |
| 1997 | Perth      | Chris McCormack   | Hamish Carter        | Simon Lessing     |
| 1996 | Cleveland  | Simon Lessing     | Luc Van Lierde       | Leandro Macedo    |
| 1995 | Cancún     | Simon Lessing     | Brad Beven           | Ralf Eggert       |
| 1994 | Wellington | Spencer Smith     | Brad Beven           | Ralf Eggert       |
| 1993 | Manchester | Spencer Smith     | Simon Lessing        | Hamish Carter     |
| 1992 | Huntsville | Simon Lessing     | Rainer Müller-Hörner | Rob Barel         |
| 1991 | Queenstown | Miles Stewart     | Rick Wells           | Mike Pigg         |
| 1990 | Orlando    | Greg Welch        | Brad Beven           | Stephen Foster    |
| 1989 | Avignon    | Mark Allen        | Glenn Cook           | Rick Wells        |

| Anul | Campion           | Locul 2           | Locul 3           |
| ---- | ----------------- | ----------------- | ----------------- |
| 2011 |                   |                   |                   |
| 2010 |                   |                   |                   |
| 2009 | Emma Moffatt      | Lisa Nordén       | Andrea Hewitt     |
| 2008 | Helen Tucker      | Sarah Haskins     | Samantha Warriner |
| 2007 | Vanessa Fernandes | Emma Snowsill     | Laura Bennett     |
| 2006 | Emma Snowsill     | Vanessa Fernandes | Felicity Abram    |
| 2005 | Emma Snowsill     | Annabel Luxford   | Laura Bennett     |
| 2004 | Sheila Taormina   | Loretta Harrop    | Laura Bennett     |
| 2003 | Emma Snowsill     | Laura Bennett     | Michellie Jones   |
| 2002 | Leanda Cave       | Barbara Lindquist | Michelle Dillon   |
| 2001 | Siri Lindley      | Michellie Jones   | Joanna Ziegler    |
| 2000 | Nicole Hackett    | Carol Montgomery  | Michellie Jones   |
| 1999 | Loretta Harrop    | Jackie Gallagher  | Emma Carney       |
| 1998 | Joanne King       | Michellie Jones   | Evelyn Williamson |
| 1997 | Emma Carney       | Jackie Gallagher  | Michellie Jones   |
| 1996 | Jackie Gallagher  | Emma Carney       | Carol Montgomery  |
| 1995 | Karen Smyers      | Jackie Gallagher  | Joy Leutner       |
| 1994 | Emma Carney       | Anette Pedersen   | Sarah Harrow      |
| 1993 | Michellie Jones   | Karen Smyers      | Joanne Ritchie    |
| 1992 | Michellie Jones   | Joanne Ritchie    | Melissa Mantak    |
| 1991 | Joanne Ritchie    | Terri Smith       | Michellie Jones   |
| 1990 | Karen Smyers      | Carol Montgomery  | Joy Hansen        |
| 1989 | Erin Baker        | Jan Ripple        | Laurie Samuelson  |

Lista medaliaților la campionatul mondial de triatlon pe distanță mare
- ITU- (O3): 4 km înot,	130 km ciclism, 30 km maraton
- ITU- (O2): 3 km înot,	 80 km ciclism, 20 km maraton

## Distanță mare (ITU)
| \| Anul \| Locul \| Campion \| Locul 2 \| Locul 3 \| \| ---- \| ---------- \| ------------------------------------------------- \| ------------------------------------------------- \| -------------------- \| \| 2010 \| Immenstadt \| \| \| \| \| 2009 \| Perth \| Jodie Swallow \| Rebekah Keat \| Delphine Pelletier \| \| 2008 \| Almere \| Chrissie Wellington \| Charlotte Kolters \| Yvonne van Vlerken \| \| 2007 \| Lorient \| Leanda Cave \| Erika Csomor \| Catriona Morrison \| \| 2006 \| \| Bella Comerford \| Edith Niederfriniger \| Johanna Daumas \| \| 2005 \| Fredericia \| Format:Country data Belgium (civil) Kathleen Smet \| Mirinda Carfrae \| Tina Boman \| \| 2004 \| Säter \| Tamara Kosulina \| Lisbeth Kristensen \| Sione Jongstra \| \| 2003 \| Ibiza \| Virginia Berasategui \| Sione Jongstra \| Sione Jongstra \| \| 2002 \| Nizza \| Ines Estedt \| Format:Country data Belgium (civil) Kathleen Smet \| Virginia Berasategui \| \| 2001 \| Fredericia \| Lisbeth Kristensen \| Lena Wahlqvist \| Suzanne Nielsen \| \| 2000 \| Nizza \| Isabelle Mouthon-Michellys \| Natascha Badmann \| Daniela Lacarno \| \| 1999 \| Säter \| Suzanne Nielsen \| Joanne King \| Jasmine Hämmerle \| \| 1998 \| Sado \| Rina Hill \| Lena Wahlqvist \| Megumi Shigaki \| \| 1997 \| Nizza \| Ines Estedt \| Isabelle Mouthon-Michellys \| Virginia Berasategui \| \| 1996 \| Muncie \| Karen Smyers \| Sophie Delemer \| Suzanne Nielsen \| \| 1995 \| Nizza \| Jenny Rose \| Ute Schäfer \| Ines Estedt \| \| 1994 \| Nizza \| Isabelle Mouthon-Michellys \| Karen Smyers \| Lydie Reuze \| |            |                                                   |                                                   |                      |
| Anul | Locul      | Campion                                           | Locul 2                                           | Locul 3              |
| 2010 | Immenstadt |                                                   |                                                   |                      |
| 2009 | Perth      | Jodie Swallow                                     | Rebekah Keat                                      | Delphine Pelletier   |
| 2008 | Almere     | Chrissie Wellington                               | Charlotte Kolters                                 | Yvonne van Vlerken   |
| 2007 | Lorient    | Leanda Cave                                       | Erika Csomor                                      | Catriona Morrison    |
| 2006 | Australia  | Bella Comerford                                   | Edith Niederfriniger                              | Johanna Daumas       |
| 2005 | Fredericia | Format:Country data Belgium (civil) Kathleen Smet | Mirinda Carfrae                                   | Tina Boman           |
| 2004 | Säter      | Tamara Kosulina                                   | Lisbeth Kristensen                                | Sione Jongstra       |
| 2003 | Ibiza      | Virginia Berasategui                              | Sione Jongstra                                    | Sione Jongstra       |
| 2002 | Nizza      | Ines Estedt                                       | Format:Country data Belgium (civil) Kathleen Smet | Virginia Berasategui |
| 2001 | Fredericia | Lisbeth Kristensen                                | Lena Wahlqvist                                    | Suzanne Nielsen      |
| 2000 | Nizza      | Isabelle Mouthon-Michellys                        | Natascha Badmann                                  | Daniela Lacarno      |
| 1999 | Säter      | Suzanne Nielsen                                   | Joanne King                                       | Jasmine Hämmerle     |
| 1998 | Sado       | Rina Hill                                         | Lena Wahlqvist                                    | Megumi Shigaki       |
| 1997 | Nizza      | Ines Estedt                                       | Isabelle Mouthon-Michellys                        | Virginia Berasategui |
| 1996 | Muncie     | Karen Smyers                                      | Sophie Delemer                                    | Suzanne Nielsen      |
| 1995 | Nizza      | Jenny Rose                                        | Ute Schäfer                                       | Ines Estedt          |
| 1994 | Nizza      | Isabelle Mouthon-Michellys                        | Karen Smyers                                      | Lydie Reuze          |

| \| Anul \| Locul \| Campion \| Locul 2 \| Locul 3 \| \| ---- \| ---------- \| -------------------------------------------------- \| ------------------------------------------------------- \| ------------------------------------------------------- \| \| 2010 \| Immenstadt \| \| \| \| \| 2009 \| Perth \| Timothy O'Donnell \| Sylvain Sudrie \| Martin Jensen \| \| 2008 \| Almere \| Julien Loy \| Francois Chabaud \| Martin Jensen \| \| 2007 \| \| Julien Loy \| Xavier Le Floch \| Sébastien Berlier \| \| 2006 \| \| Torbjørn Sindballe \| Craig Alexander \| Format:Country data Belgium (civil) Marino Vanhoenacker \| \| 2005 \| Fredericia \| Wiktor Sjemzew \| Format:Country data Belgium (civil) Marino Vanhoenacker \| Xavier Le Floch \| \| 2004 \| Säter \| Torbjørn Sindballe \| Jonas Colting \| Format:Country data Belgium (civil) Marino Vanhoenacker \| \| 2003 \| Ibiza \| Eneko Llanos \| Format:Country data Belgium (civil) Rutger Beke \| Xavier Le Floch \| \| 2002 \| Nizza \| Cyrille Neveu \| Torbjørn Sindballe \| Format:Country data Belgium (civil) Rutger Beke \| \| 2001 \| Fredericia \| Peter Sandvang \| Rasmus Henning \| Jonas Colting \| \| 2000 \| Nizza \| Peter Sandvang \| Cyrille Neveu \| Francois Chabaud \| \| 1999 \| Säter \| Peter Sandvang \| Torbjørn Sindballe \| Massimo Guadagni \| \| 1998 \| Sado \| Format:Country data Belgium (civil) Luc Van Lierde \| Rob Barel \| Peter Sandvang \| \| 1997 \| Nizza \| Format:Country data Belgium (civil) Luc Van Lierde \| Rob Barel \| Jean-Christophe Guinchard \| \| 1996 \| Muncie \| Greg Welch \| Format:Country data Belgium (civil) Luc Van Lierde \| Spencer Smith \| \| 1995 \| Nizza \| Simon Lessing \| Format:Country data Belgium (civil) Luc Van Lierde \| Peter Reid \| \| 1994 \| Nizza \| Rob Barel \| Lothar Leder \| Yves Cordier \| |            |                                                    |                                                         |                                                         |
| Anul | Locul      | Campion                                            | Locul 2                                                 | Locul 3                                                 |
| 2010 | Immenstadt |                                                    |                                                         |                                                         |
| 2009 | Perth      | Timothy O'Donnell                                  | Sylvain Sudrie                                          | Martin Jensen                                           |
| 2008 | Almere     | Julien Loy                                         | Francois Chabaud                                        | Martin Jensen                                           |
| 2007 | Franța     | Julien Loy                                         | Xavier Le Floch                                         | Sébastien Berlier                                       |
| 2006 | Australia  | Torbjørn Sindballe                                 | Craig Alexander                                         | Format:Country data Belgium (civil) Marino Vanhoenacker |
| 2005 | Fredericia | Wiktor Sjemzew                                     | Format:Country data Belgium (civil) Marino Vanhoenacker | Xavier Le Floch                                         |
| 2004 | Säter      | Torbjørn Sindballe                                 | Jonas Colting                                           | Format:Country data Belgium (civil) Marino Vanhoenacker |
| 2003 | Ibiza      | Eneko Llanos                                       | Format:Country data Belgium (civil) Rutger Beke         | Xavier Le Floch                                         |
| 2002 | Nizza      | Cyrille Neveu                                      | Torbjørn Sindballe                                      | Format:Country data Belgium (civil) Rutger Beke         |
| 2001 | Fredericia | Peter Sandvang                                     | Rasmus Henning                                          | Jonas Colting                                           |
| 2000 | Nizza      | Peter Sandvang                                     | Cyrille Neveu                                           | Francois Chabaud                                        |
| 1999 | Säter      | Peter Sandvang                                     | Torbjørn Sindballe                                      | Massimo Guadagni                                        |
| 1998 | Sado       | Format:Country data Belgium (civil) Luc Van Lierde | Rob Barel                                               | Peter Sandvang                                          |
| 1997 | Nizza      | Format:Country data Belgium (civil) Luc Van Lierde | Rob Barel                                               | Jean-Christophe Guinchard                               |
| 1996 | Muncie     | Greg Welch                                         | Format:Country data Belgium (civil) Luc Van Lierde      | Spencer Smith                                           |
| 1995 | Nizza      | Simon Lessing                                      | Format:Country data Belgium (civil) Luc Van Lierde      | Peter Reid                                              |
| 1994 | Nizza      | Rob Barel                                          | Lothar Leder                                            | Yves Cordier                                            |